# بشر بن مروان
أبو مروان بشر بن مروان بن الحكم بن أبي العاص الأموي القرشي (30 هـ - 75 هـ / 650م - 694م) من أمراء الدولة الأموية وأحد أبطال بني أمية وفرسانهم وشجعانهم، وهو ابن الخليفة مروان بن الحكم، وأخو الخليفة عبد الملك بن مروان، شهد بشر معركة مرج راهط في سنة (64 هـ) مع أبيه وأبلى فيها بلاءً حسناً، ثم ولاه أخوه عبد الملك بن مروان إمارة الكوفة بعد مقتل مصعب بن الزبير في سنة (72 هـ) ثم ضم إليها إمارة البصرة فصار بشر أميرا على العراق كاملاً وذلك في سنة (73 هـ) قال البلاذري: «كان بشر بن مروان ليّن الولاية، سهل الحجاب، طلق الوجه، كريماً، وكان صاحب شراب ينادم عليه». قال خليفة بن خياط: توفي بشر بن مروان في سنة (75 هـ) بالبصرة وهو أمير العراق لأخيه عبد الملك ورثته الشعراء.
قال الشاعر سراقة البارقي يمدحه:
ومما مدحه الفرزدق بقوله:

ونُسبَ إلى الأخطل بيت شعر مشهور يذكر فيه بشر بن مروان، قال الأخطل:

## زوجاته وذريته
كان لبشر بن مروان الأموي ثلاث زوجات وثلاثة أولاد ذكور وهُمَ:
- أم كلثوم بنت أبي سلمة بن عبد الرحمن بن عوف الزهرية القرشية وولدت له: الحكم بن بشر.
- أم عبد العزيز بنت خالد بن عقبة بن أبي معيط الأموية القرشية وولدت له: عبد العزيز بن بشر.
- هند بنت أسماء بن خارجة الفزارية الغطفانية وولدت له: عبد الملك بن بشر.

## وفاته
قال ابن كثير الدمشقي في كتابه البداية والنهاية "وكان سبب موت بشر أنه وقعت القرحة في عينه فقيل له يقطعها من المفصل فجزع فما أحس حتى خالطت الكتف، ثم أصبح وقد خالطت الجوف، ثم مات ولما احتضر جعل يبكي ويقول: والله لوددت أني كنت عبدا أرعى الغنم في البادية لبعض الأعراب، ولم أل ما وليت، فذكر قوله لأبي حازم - أو لسعيد بن المسيب -، فقال: الحمد لله الذي جعلهم عند الموت يفرون إلينا ولم يجعلنا نفر إليهم، إنا لنرى فيهم عبرا، وقال الحسن: دخلت عليه فإذا هو يتململ على سريره ثم نزل عنه إلى صحن الدار، والأطباء حوله مات بالبصرة في هذه السنة، وهو أول أمير مات بها ولما بلغ عبد الملك موته حزن عليه وأمر الشعراء أن يرثوه والله سبحانه وتعالى أعلم".